# 三民里 (高雄市)
22°37′25.2″N 120°21′49.4″E / 22.623667°N 120.363722°E
三民里是高雄市鳳山區轄下的一個里，位於鳳山區的中心。轄區面積0.182996平方公里，轄下共有16鄰，共有531戶住家，總人口為1,253人（至2023年9月止）。三民里除了有鳳山縣新城東便門、東福橋、東福祠、打鐵街等古蹟及特色聚落外，還有大東濕地公園、鳳山溪、大東文化藝術中心等著名的觀光景點。

## 地理
三民里位居高雄市鳳山區之中心，鳳山溪的西畔，為光遠路橫越，里境南部在清代鳳山縣城的範圍裡，所以包括有幾個老地名。東邊有瑞興里、鎮東里，南邊有南興里，西邊與新興里、光明里相交，北邊有北門里。三民里之名殆與「三民主義」有關，與三民路互為表裏。

## 歷史
1946年鳳山街改稱為鳳山鎮，行政區轄有十五里，三民里為其中之一里。

## 教育
轄內有大東國民小學，於1938年4月1日創立，校名為大東公學校、1941年4月1日，大東公學校改名為大東國民小學、1946年12月，校名改為高雄縣鳳山鎮大東國民學校、1957年8月，縣府指定本校為民族精神教育示範國民小學、1968年，實施九年國民教育，校名改為高雄縣鳳山鎮大東國民小學、1972年7月1日，校名改為高雄縣鳳山市大東國民小學、2010年12月25日縣市合併，校名改為高雄市鳳山區大東國民小學。

## 文化資產

### 東便門

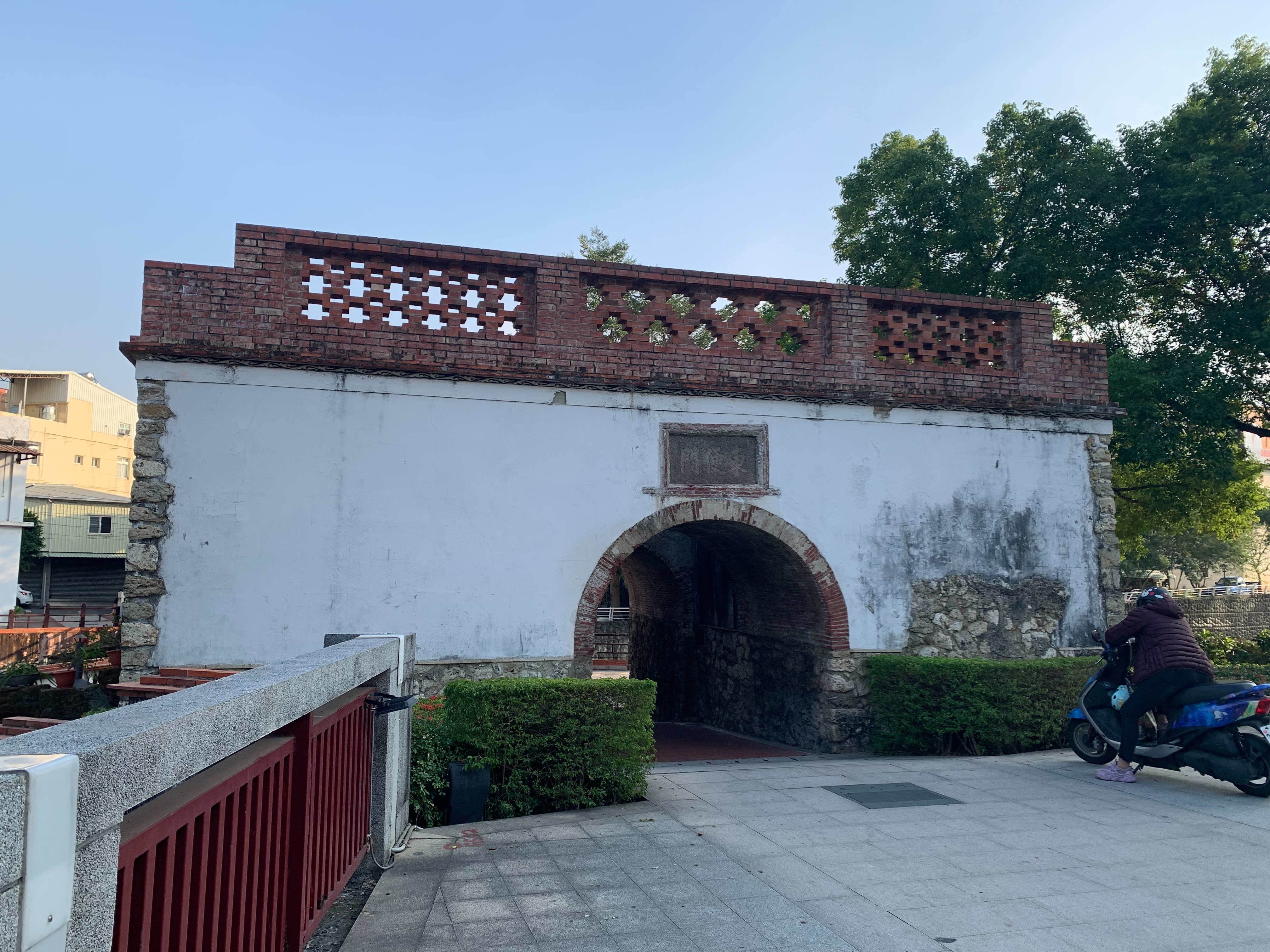
於西元1804年建立，日本領台後，闢建大馬路，各座城門城樓先後遭到拆毀，只遺留東便門，遂成為鳳山城僅存的古城門。1988年經內政部指定東便門為三級古蹟。

於1804年建立，為過溝仔出入縣城的方便之門，東通屏東，南聯東港。日本領台之後，闢建大馬路，城門失去原有的功能，各座城門城樓先後遭到拆毀，只遺東便門獨向黃昏，成為鳳山城僅存的古城門。歷經歲月摧殘後，城樓早已塌壞，而城門殘破蒼老。於1988年經內政部指定東便門為三級古蹟，兩年後內政部表示此古蹟不宜拆除，應予保留。

### 東福橋

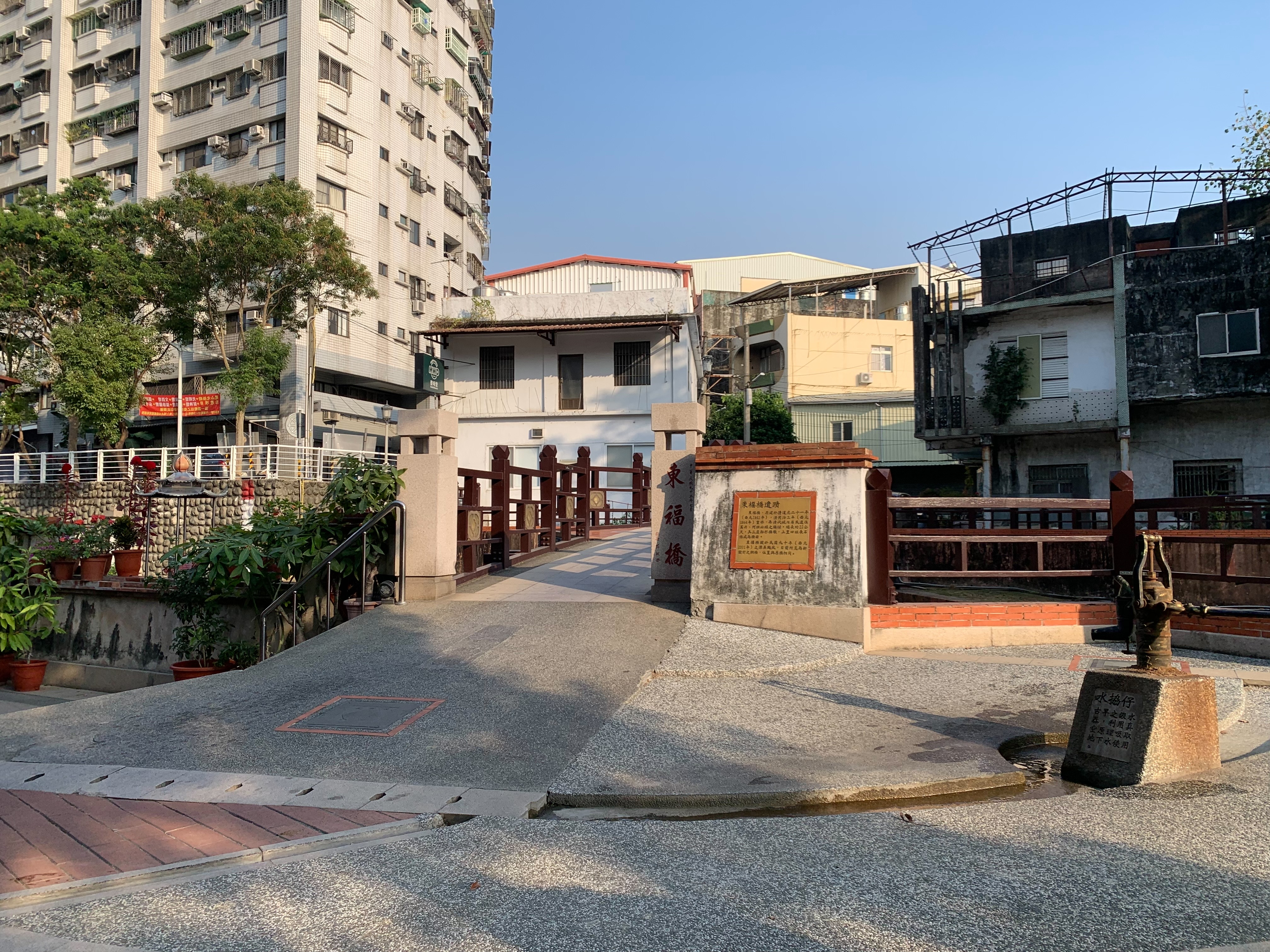
東福橋毀於2001年的潭美颱風，目前所見為的橋為新設計之鋼橋

跨越鳳山溪，船型橋墩有近兩百年的歷史，六角形平面設計的橋墩，兩端都呈船首狀，為清領時期所建的中式橋墩，橋面雖窄，仍可流通行人與單車機車，當地人也管作「石橋仔」。
2001年潭美颱風過境，鳳山溪水暴漲，三級古蹟的東福橋遭到沖毀，徒留東福祠與東便門相伴。至此，連結鳳山下埤頭接與過溝仔的臍帶橋樑從此消失。現有的東福橋為日後新設計之鋼橋。

### 東福祠

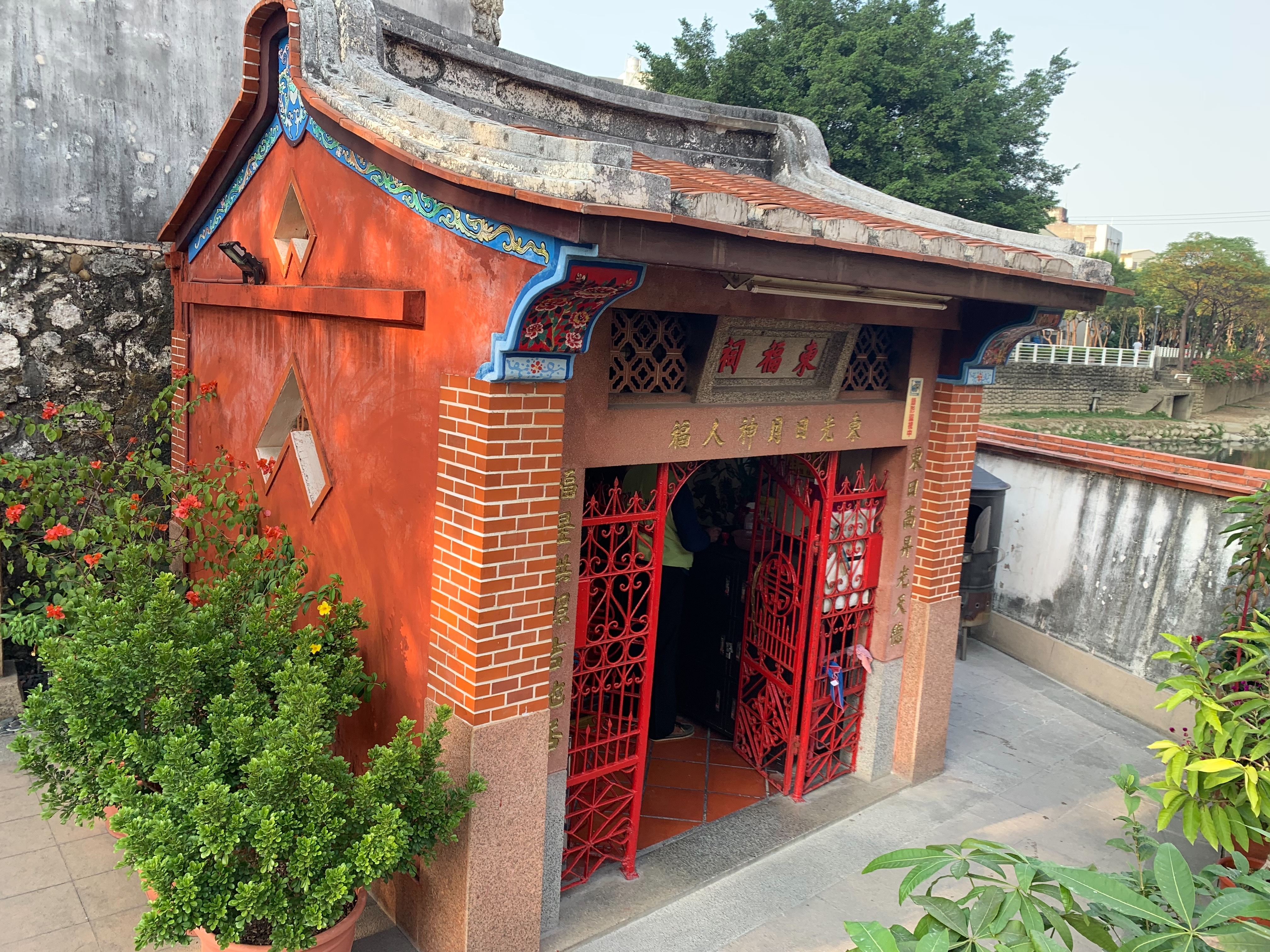
是一間小小的土地公廟，在東便門外，緊臨城門，也稱做「城門公」，是台灣唯一的橋神廟。

是一間小小的土地公廟，在東便門外，緊臨城門，也稱做「城門公」，守護著來來往往的人車安全，是台灣唯一的橋神廟。祠廟的右側有1864年重修東福橋的碑記，石碑上刻有許多捐銀商號的名稱。

## 特色聚落

### 打鐵街[3]
位於鳳山東便門城內之巷道，是清朝時大陸的帆船為前往鳳山新城的必經之路，許多來自唐山打鐵師傅，因打鐵工具十分笨重，為了避免長途搬運，決定居住於此，形成打鐵市集。隨著農業機械化的來臨，傳統打鐵業的產品雖然堅固耐用，但終難抵擋機器壓製的日產量和低廉的成本，且打造鐵器都是高溫環境，年輕人大多不願處在汗流浹背的工作環境、承襲勞力高、收入低的行業，所以不少打鐵店為了生計，紛紛轉行轉業。最盛時此地有十餘間打鐵店，目前鳳山打鐵街剩六家打鐵店繼續營業，仍保留大型焠鍊鐵器的機械，接受不同於機械製品或是機械無法製作的鐵器。

## 景點

### 大東溼地公園

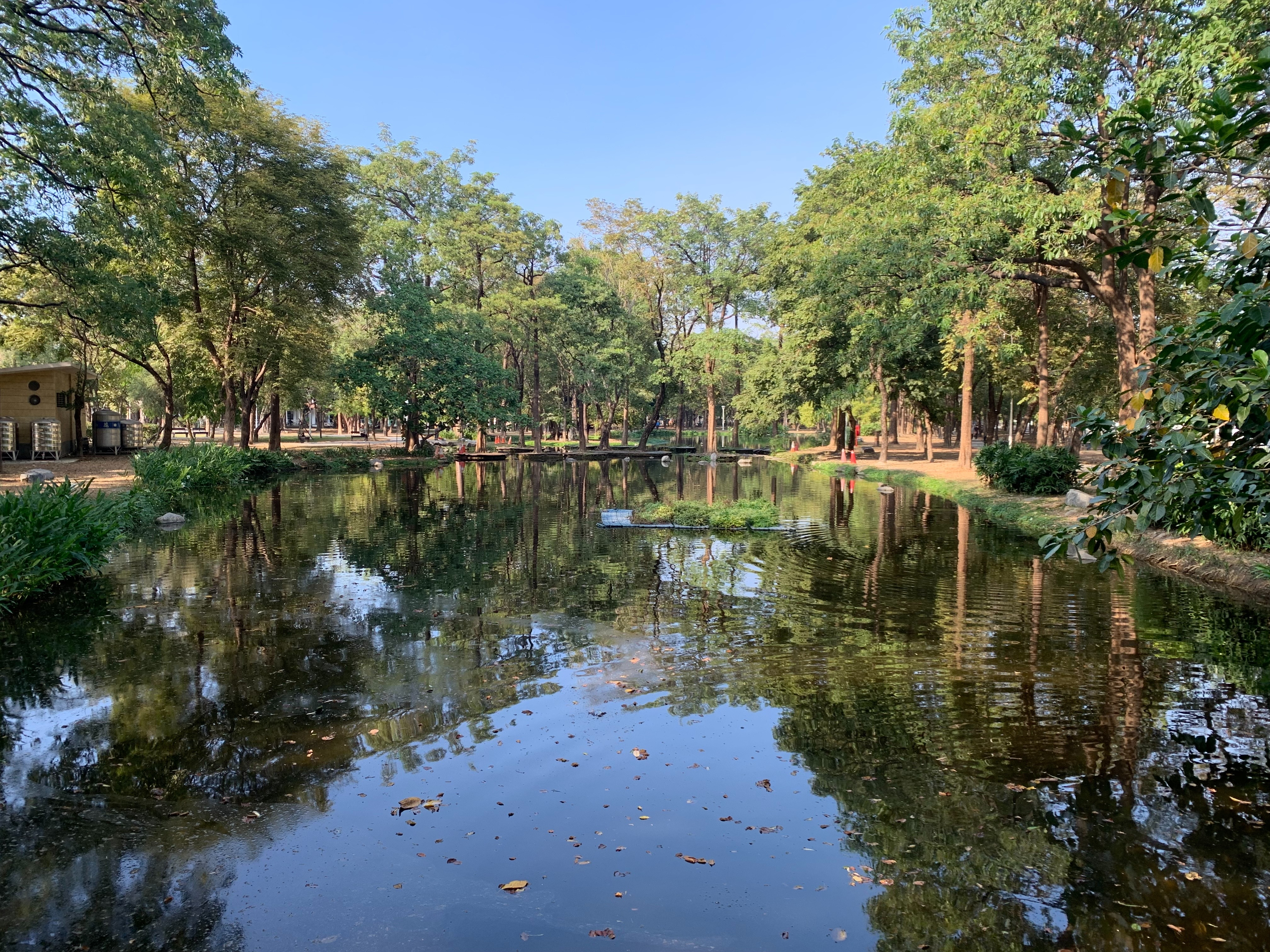
大東溼地公園裡的人工生態池，擁有高聳樹木與湖水倒映的美景，譽有「高雄版忘憂森林」美名。

原名為中正公園，創建於1981年，位於大東文化藝術中心對面，經過多年綠美化，園內林木蒼鬱，公園內設有老人活動中心、休息涼亭、相臨的國父紀念館(已於2012年10月左右拆除)、慈恩圖書館等。

### 鳳山溪

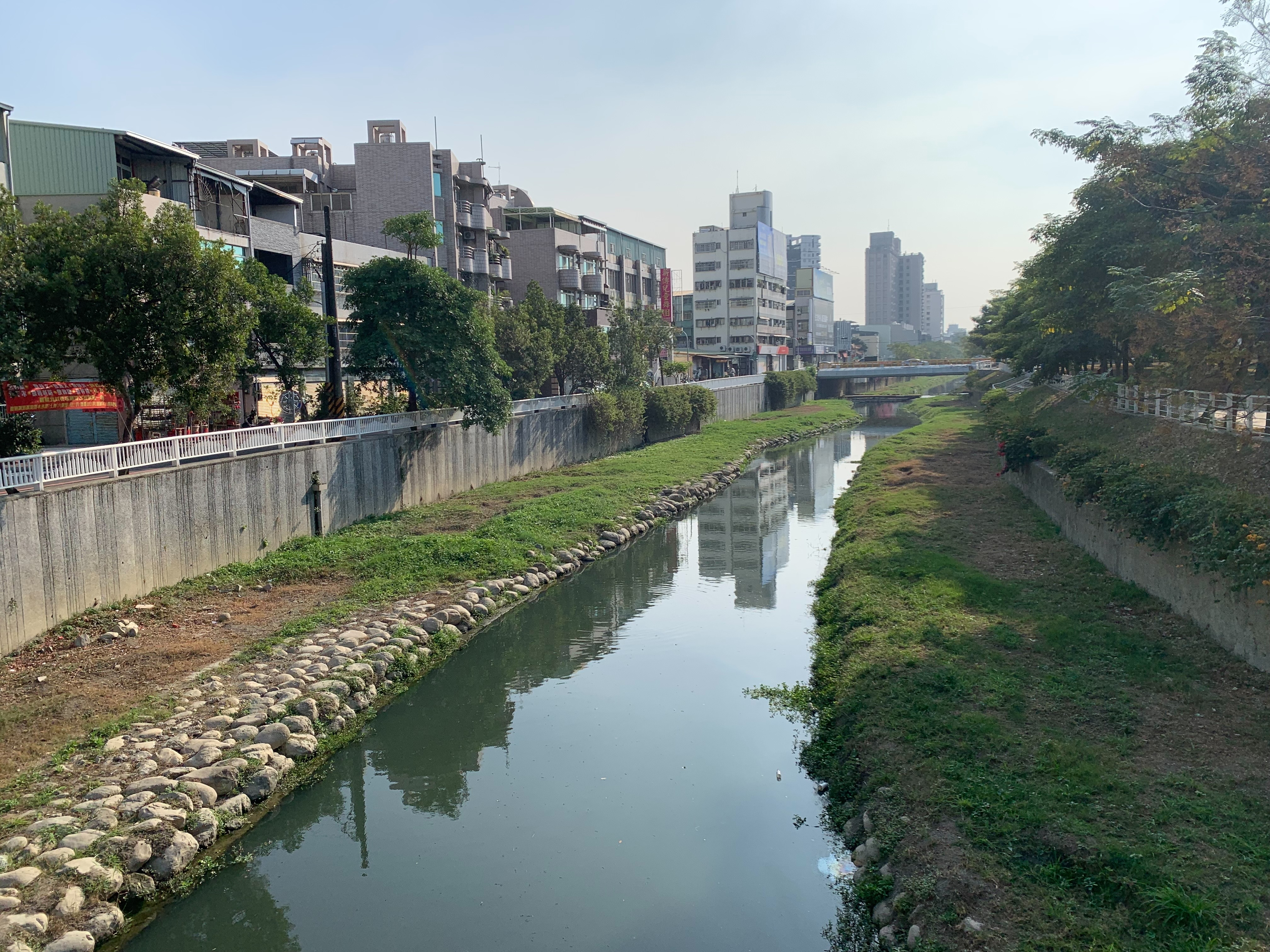
高雄市鳳山溪貫穿鳳山區南北，全長約8公里，上游來自大樹區下游注入前鎮河最終匯入高雄港，清道光年間，曹謹知縣就是利用鳳山溪流域闢建水圳。

鳳山溪貫穿鳳山區南北，全長約8公里，上游來自大樹區下游注入前鎮河最終匯入高雄港，清道光年間，曹謹知縣就是利用鳳山溪流域闢建水圳。早期先民從唐山乘船就是順由鳳山溪在今東便門附近上岸的，因此鳳山城發源地就在此，隨著水運的發達，龍山寺、打鐵街、縣衙所在地，城隍廟因應而生。

### 大東文化藝術中心

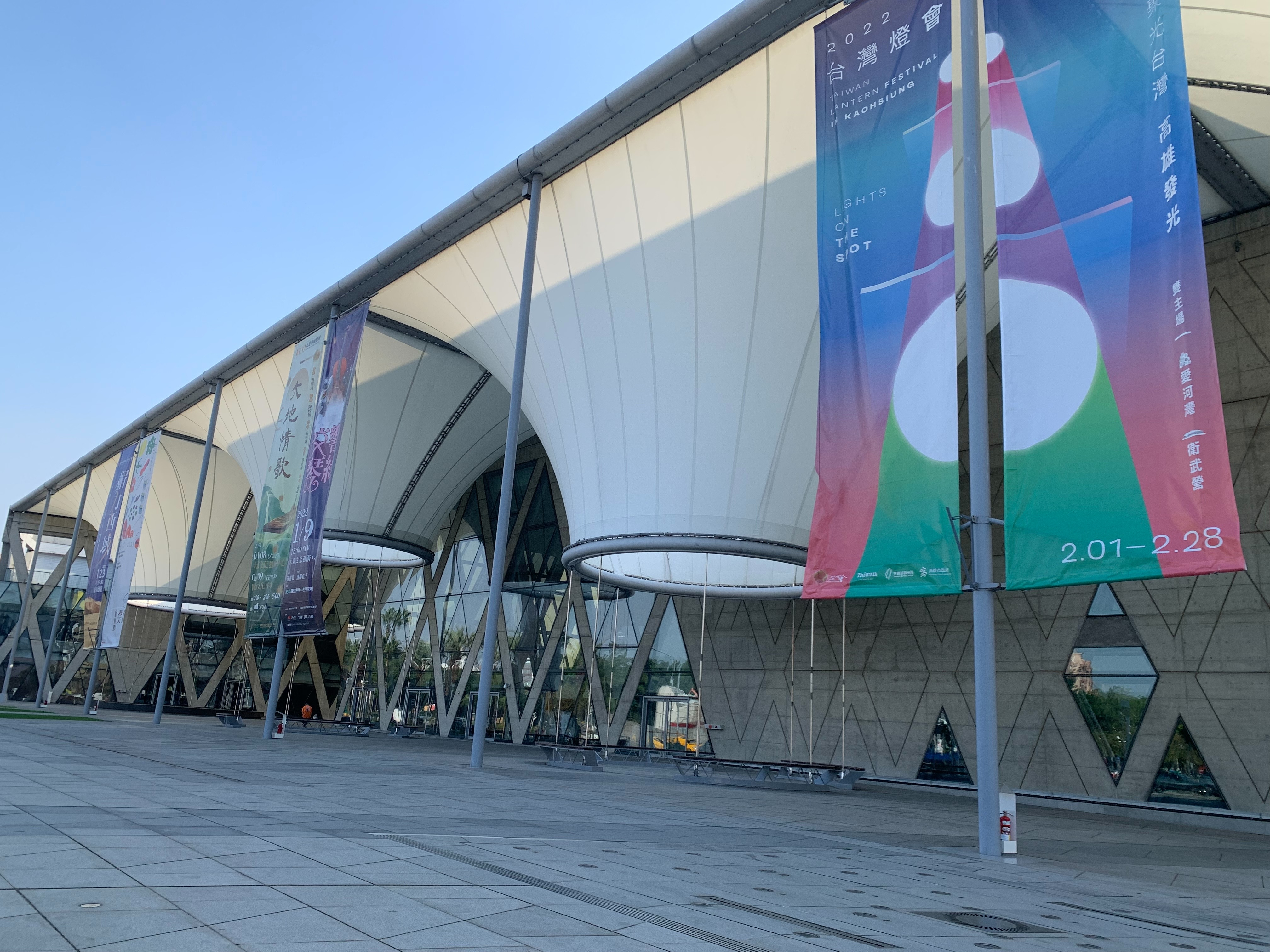
大東文化藝術中心以「禪定」為概念，整體規劃分成演藝廳、展覽館、藝術教育中心、數位圖書館等四棟主建築。

於2008年12月5日動土，地點設於大東國小的舊校舍，耗資15億元，佔地3.4公頃，連同國父紀念館(已於2012年10月左右拆除)、大東公園及鳳山溪綠帶，總面積超過10公頃。此中心以「禪定」為概念，整體規劃分成演藝廳、展覽館、藝術教育中心、數位圖書館等四棟主建築。建築的最大特色在於運用了大量的斜柱設計，並搭配Low-E玻璃降低冷熱傳導，節能減碳的同時也塑造現代簡潔線條的藝術美感；其外觀的大型漏斗建築體在夜間更會披上炫麗的彩色燈光，吸引眾人的注意，成為大高雄文化新地標。